# Pontes Indestrutíveis
"Pontes Indestrutíveis" é o segundo single do álbum Ritmo, Ritual e Responsa da banda brasileira de rock, Charlie Brown Jr..
Nesta música há uma referência ao Paraíso Perdido de John Milton.

## Trilha-sonora de novela
Em 2013, a música foi escolhida para entrar na trilha sonora nacional da novela das 9 da Rede Globo, Amor à Vida.

## Versões
- Em 2008, o CBJr. tocou uma versão da música no programa Estúdio Coca-Cola Zero. Neste programa, a banda tocou as músicas junto com a cantora Vanessa da Mata.[2]

## Videoclipe
O videoclipe da canção é inteiramente feito por animações, mostrando um dia do personagem do vídeo, um skatista que anda por vários lugares pensando nos rumos que a vida dá, querendo transformar o mundo num lugar melhor.

## Desempenho nas Paradas Musicais
| Ano  | Single                  | Charts      | Charts         | Charts       | Charts    | Charts        | Charts | Charts | Álbum                    |
| Ano  | Single                  | BRA Hot 100 | BRA Hit Parade | BRA Year End | Bill. BRA | Bill. Pop BRA | HSPN   | POR    | Álbum                    |
| ---- | ----------------------- | ----------- | -------------- | ------------ | --------- | ------------- | ------ | ------ | ------------------------ |
| 2007 | "Pontes Indestrutíveis" | 4           | 1              | 22           | —         | —             | 37     | —      | Ritmo, Ritual e Responsa |

## Prêmios e Indicações
| Ano  | Prêmio                                     | Indicação           | Motas                                   | Resultado | Ref.  |
| ---- | ------------------------------------------ | ------------------- | --------------------------------------- | --------- | ----- |
| 2008 | MTV Video Music Brasil 2008                | Hit do Ano          |                                         | Indicado  | [ 3 ] |
| 2008 | MTV Video Music Brasil 2008                | Videoclipe do Ano   | Diretores: Ludimilla Rossi/Matheus Ruas | Indicado  | [ 3 ] |
| 2008 | Prêmio Multishow de Música Brasileira 2008 | "Melhor Videoclipe" |                                         | Venceu    | [ 4 ] |